# Shaoyang
Shaoyang (chinois : 邵阳 ; pinyin : Shàoyáng) est une ville du sud-ouest de la province du Hunan en Chine. Sa population était de 7 071 741 habitants en 2010. On y parle le dialecte de Shaoyang du groupe des dialectes de Lou Shao du xiang.

## Subdivisions administratives
La ville-préfecture de Shaoyang exerce sa juridiction sur douze subdivisions - trois districts, une ville-district, sept xian et un xian autonome :
- Le district de Shuangqing - 双清区 Shuāngqīng Qū ;
- Le district de Daxiang - 大祥区 Dàxiáng Qū ;
- Le district de Beita - 北塔区 Běitǎ Qū ;
- La ville de Wugang - 武冈市 Wǔgāng Shì ;
- La ville de Shaodong - 邵东市 Shàodōng Shì ;
- Le xian de Shaoyang - 邵阳县 Shàoyáng Xiàn ;
- Le xian de Xinshao - 新邵县 Xīnshào Xiàn ;
- Le xian de Longhui - 隆回县 Lónghuí Xiàn ;
- Le xian de Dongkou - 洞口县 Dòngkǒu Xiàn ;
- Le xian de Suining - 绥宁县 Suíníng Xiàn ;
- Le xian de Xinning - 新宁县 Xīnníng Xiàn ;
- Le xian autonome miao de Chengbu - 城步苗族自治县 Chéngbù miáozú Zìzhìxiàn.